# 머리 모양

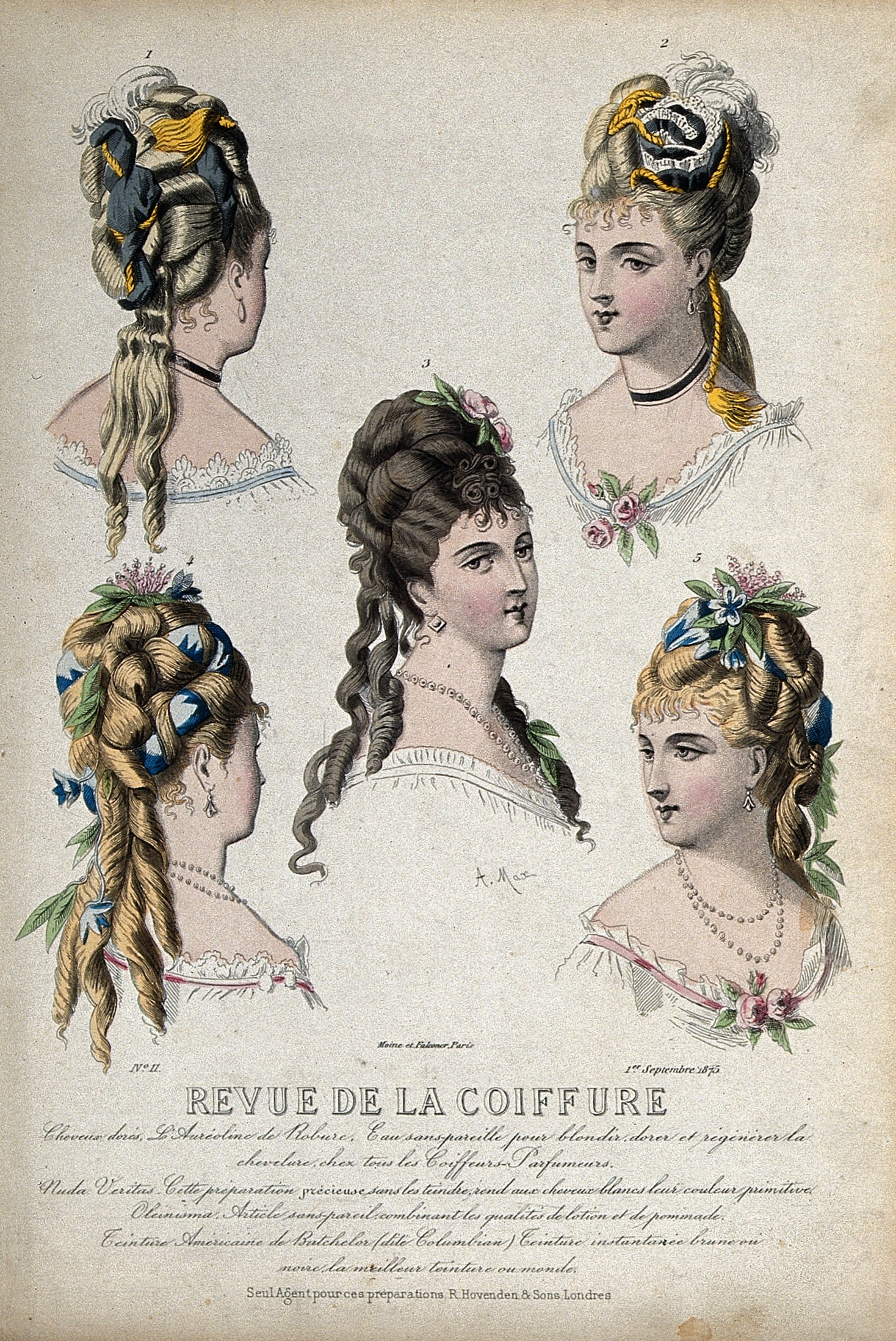
여러 가지 부당한 사례들

머리 모양 또는 헤어스타일(영어: hairstyle, hairdo, haircut, coiffure)은 머리카락을 자르거나 다듬어 낸 모양이다. 머리 모양을 만드는 것은 개인적인 손질, 패션, 화장품의 한 측면으로 간주될 수 있지만, 실용적이고 문화적이며 대중적인 고려 사항도 일부 헤어스타일에 영향을 미친다.
헤어 스타일링에 대한 가장 오래된 알려진 묘사는 약 30,000년 전으로 거슬러 올라가는 머리 땋기이다. 여성의 머리카락은 특별한 방법으로 정교하고 세심하게 장식되는 경우가 많았지만, 집 밖에서 특히 기혼 여성의 경우 머리카락을 가리는 경우가 많았다.

## 역사

### 선사시대

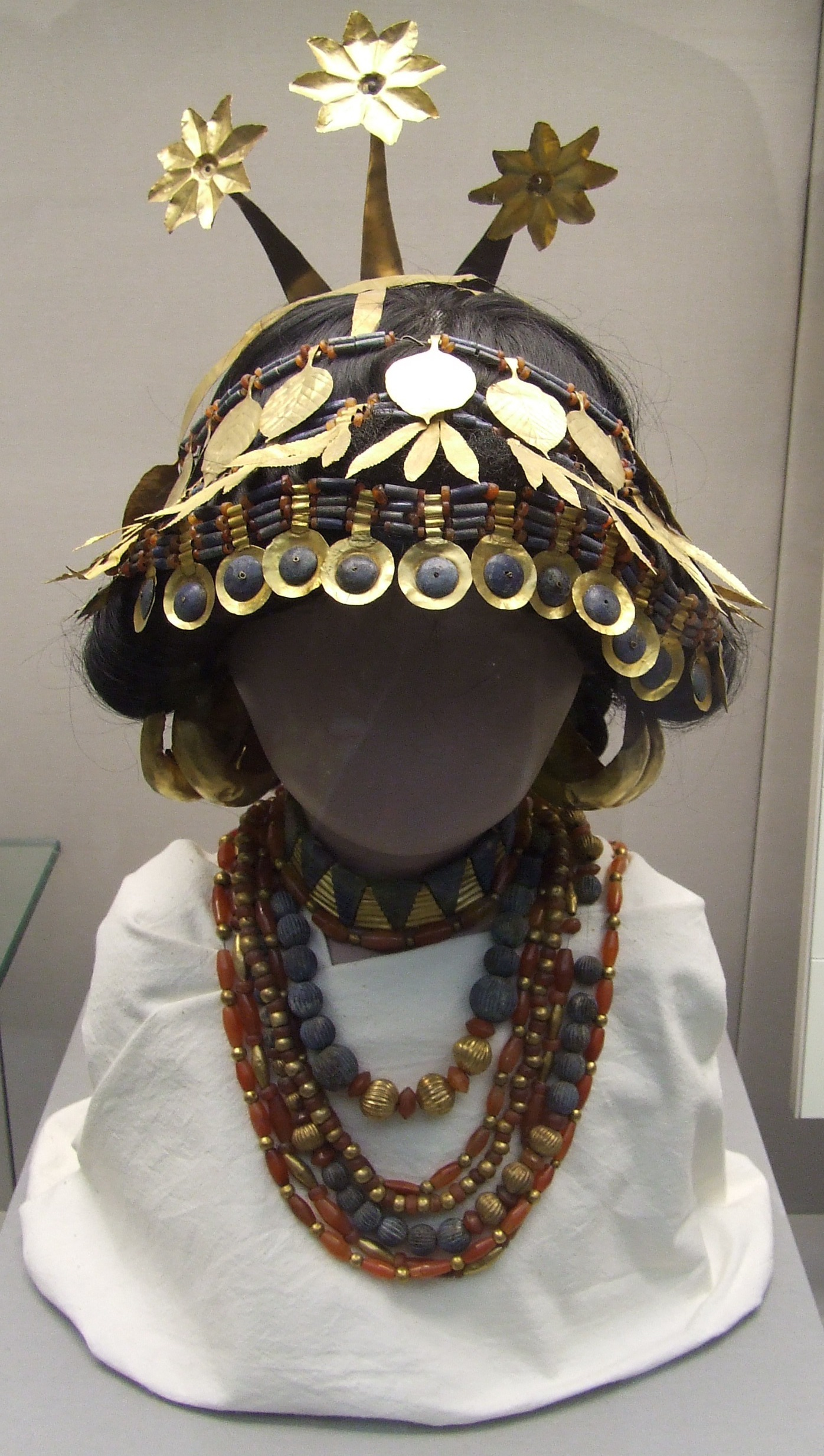
기원전 2500년경 우르의 첫 번째 왕조인 푸아비의 머리장식을 재건한 초기 왕조 시대 III

사람들의 헤어스타일은 대체로 자신이 속한 문화권의 유행에 크게 영향을 받는다. 머리 모양은 사회적 계층, 연령, 혼인 여부, 인종적 정체성, 정치적 신념, 성에 관한 태도 등을 상징적으로 드러내는 역할을 하기도 한다.
또한, 일부 사람들은 문화적 또는 종교적 이유로 머리카락을 전부 또는 부분적으로 가리기도 한다. 예컨대, 이슬람 여성은 히잡을 착용하며, 하레디 유대교의 기혼 여성은 가발이나 머릿수건을 쓴다. 히임바족의 기혼 남성은 상을 당한 경우를 제외하고는 머리를 가리며, 투아레그족 남성은 얼굴을 가리는 베일을 착용한다. 한편, 시크교에서는 남녀 모두가 종교적 신념과 정체성을 나타내기 위해 터번을 쓴다.
머리를 땋은 가장 오래된 표현은 약 3만 년 전으로 거슬러 올라간다. 구석기 시대에 제작된 여성 조각상인 『빌렌도르프의 여인』은 기원전 28,000년에서 25,000년 사이에 만들어진 것으로 추정되며, 머리를 땋은 형태가 표현되어 있다. 이와 더불어 《브라슴푸이의 여인》이라 불리는 또 다른 조각상은 약 25,000년 전에 만들어진 것으로, 명확하게 머리 모양이 묘사되어 있어 당시에도 머리 손질이 이루어졌음을 보여준다.
청동기 시대에는 면도날이 사용되었으며, 일부 남성들이 이를 이용하였다. 그러나 면도는 고통스러운 행위였고, 도구를 자주 갈아야 했기 때문에 매일 면도하는 일은 드물었다.

### 고대
고대 문명에서는 여성들이 머리 모양을 정성스럽고 화려하게 꾸미는 풍습이 존재하였다. 머리를 염색하거나 곱슬머리로 만들고, 다양한 방식으로 머리를 말아 올리는 스타일이 유행하였다. 머리에 웨이브나 컬을 넣기 위해 젖은 진흙을 바른 후 햇볕에 말리고 빗질을 하거나, 모과씨를 물에 불려 만든 젤을 사용하기도 하였다. 이 밖에도 여러 종류의 고데기와 컬링 도구들이 머리 손질에 활용되었다.
고대 한국과 일본의 머리 모양은 중국의 영향을 많이 받았다. 예컨대 고구려에서 유행한 축계 머리 모양은 중국의 그것과 유사한 형태와 위치를 지니고 있었다. 여성들은 머리 위에 큰 상투를 올리는 것이 특징이었으며, 머리 모양은 단지 아름다움을 나타내는 것을 넘어 사회적 지위나 혼인 여부를 드러내는 수단이기도 하였다. 일본에서는 소녀들이 성년식을 알리는 ‘마에가미’를 하였고, 백제의 미혼 여성은 긴 머리를 한 갈래로 땋았으며, 기혼 여성은 양쪽으로 머리를 땋아 자신의 혼인 여부를 주변에 표시하였다.

### 로마 제국 및 중세 시대

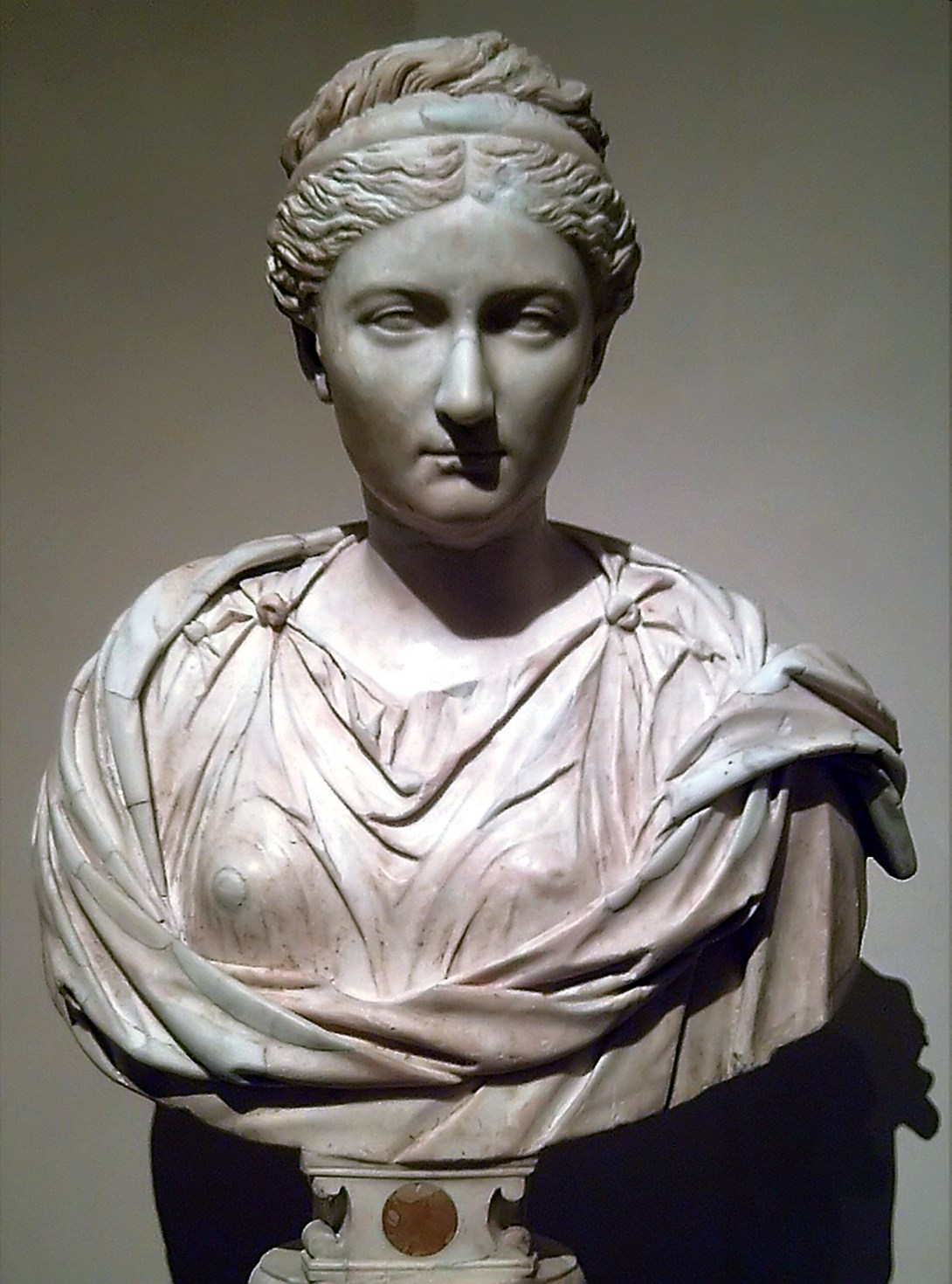
130년경의 비비아 사비나 흉상, 머리에 머리띠를 하고 가운데로 가르마를 탄 모습

기원전 27년부터 서기 102년 사이, 로마 제국 시대의 여성들은 매우 복잡한 머리 모양을 유행시켰다. 머리 꼭대기에 풍성한 컬을 올리거나, 물결 모양으로 정렬한 뒤 링 형태로 말거나 땋는 방식이 일반적이었다. 시간이 흐르면서 귀족 여성들의 머리 모양은 점점 지나치게 복잡해져, 이를 유지하기 위해 다수의 노예와 전문 머리 손질사가 필요할 정도였다. 머리색을 밝게 하기 위해 나무재, 생석회, 탄산수소나트륨 등이 사용되었으며, 어둡게 할 때에는 구리 찌꺼기, 오크 열매, 와인과 식초에 절인 거머리 등이 활용되었다. 또한, 가발과 머리 덧붙임, 패드 등으로 머리에 볼륨을 더하고, 머리망, 핀, 빗, 연고 등으로 고정하였다. 비잔틴 제국 시기에는 귀족 여성들이 머리 대부분을 비단 두건이나 진주 망사로 가리는 것이 일반적이었다.
로마 시대부터 중세에 이르기까지 여성들은 머리카락을 자연스럽게 길게 기르는 것을 선호하였다. 대부분 머리를 잘라 묶어 올렸으며, 외출 시에는 머리를 노출하지 않고 망사망, 머릿수건, 베일 등으로 가리는 것이 예의로 여겨졌다. 성인 여성이 머리를 풀고 거리에서 다니는 것은 대체로 창녀에게만 허용되었다. 머리를 땋거나 묶는 것이 일반적이었으며, 16세기에는 진주, 보석, 리본, 베일 등으로 머리를 화려하게 장식하는 머리 모양이 유행하였다. 이 시기 여성들은 끈이나 리본을 이용해 머리를 머리둘레에 감아 고정하는 ‘레이싱(lacing)’ 또는 ‘테이핑(taping)’ 기법을 사용하였다. 대부분의 머리카락은 땋아 감추었으며, 윔플, 베일, 쿠브르셰프 등으로 머리를 덮었다. 15세기 후반부터 16세기에 걸쳐서는 이마가 높을수록 아름답다는 인식이 확산되어, 부유한 여성들은 관자놀이와 목덜미의 머리카락을 뽑거나 제모제를 사용하여 없애기도 하였다. 반면, 노동 계층 여성들은 단정하고 단순한 머리 모양을 유지하였다.

### 근현대

#### 남성의 헤어 스타일
15세기와 16세기 유럽에서는 남성들이 주로 어깨 길이를 넘지 않는 단발머리를 선호하였으며, 유행에 민감한 이들은 앞머리를 내리기도 하였다. 이탈리아에서는 남성들이 머리를 염색하는 일이 흔히 행해졌다. 17세기 초에는 상류층 남성들 사이에서 머리를 길게 기르고 물결 모양이나 곱슬머리로 손질하는 것이 세련된 미의 기준으로 여겨졌다.
가발의 유행은 프랑스의 루이 13세가 1624년 탈모를 가리기 위해 가발을 착용하면서 시작된 것으로 전해지며, 그의 아들 루이 14세가 이 유행을 널리 확산하는 데 중요한 역할을 하였다. 이 시기부터 수염은 점차 사라져, 특히 상류층에서는 수염이 없는 얼굴이 일반적인 미덕으로 간주되었다.
1660년 프랑스에서 망명 생활을 마치고 왕위에 복귀한 찰스 2세와 더불어 프랑스식 긴 가발이 영국에 소개되었다. 이 가발은 어깨까지 내려오는 길이였으며, 1620년대 이후 유행한 남성의 긴 머리를 모방한 것이었다. 곧 영국 궁정에서도 널리 유행하였고, 당대 일기 작가 새뮤얼 피프스는 1665년 자신의 머리를 깎고 처음으로 가발을 착용한 날을 다음과 같이 기록하였다.
“9월 3일, 일어나 색실 양복을 차려입고 한동안 사두었던 새 가발을 써보았다. 가발을 산 당시 웨스트민스터 지역에 역병이 돌아 차마 쓰지 못했었다. 이제 역병이 끝나면 과연 어떤 스타일이 유행할지 궁금하다. 누가 머리카락을 사려 하겠는가? 그 머리카락이 역병으로 죽은 사람의 것일지도 모르니 말이다.”
17세기 후반에 이르러 가발은 매우 길고 풍성해졌으나, 18세기 중반부터는 점차 짧아지고 흰색이 유행하였다. 가장 흔한 스타일은 머리 끝을 따라 딱딱한 컬이 둥글게 이어지는 형태였으며, 말미에는 머리를 짧게 자르고 뒷머리를 묶어 ‘큐(queue)’라 불리는 짧은 꼬리를 만드는 방식도 유행하였다.
짧은 머리 스타일은 신고전주의 운동의 영향을 크게 받았다. 대표적인 예로 ‘베드퍼드 크롭’이 있는데, 이는 현대 남성 헤어스타일의 시초로 평가받는다. 이 스타일은 머리 파우더에 과세가 부과되자 이에 항의한 프랜시스 러셀(베드퍼드 공작)이 고안한 것으로, 그는 친구들과 내기를 걸어 이 스타일을 확산시켰다. 프랑스에서는 ‘티투스 스타일’이라 불리는 또 다른 짧은 머리 스타일이 유행하였는데, 머리를 짧게 자르고 층을 내어 윗부분을 약간 올리고 일부는 앞쪽으로 자연스럽게 늘어뜨리는 형태였다. 이 스타일은 배우 프랑수아 조제프 탈마가 고전극 무대에서 가발을 쓰지 않고 등장하며 퍼졌으며, 나폴레옹과 조지 4세의 머리에서도 그 흔적을 찾아볼 수 있다. 1799년 파리의 유행 잡지는 대머리 남성들조차 티투스 가발을 착용한다고 보도하였으며, 1802년에는 여성의 절반 이상이 티투스 스타일로 머리를 손질하거나 가발을 썼다는 기록이 있다.
19세기 초에는 낭만주의의 영향으로 수염, 콧수염, 구레나룻이 다시 유행하기 시작하여 1890년대까지 이어졌다. 이후 젊은 남성들 사이에서는 점차 수염이 사라졌으며, 제1차 세계대전 당시 대부분의 남성이 군 복무를 수행하면서 수염은 거의 자취를 감추었다. 다만 나이가 많은 남성들이나 보헤미안풍을 추구하는 일부 집단에서는 여전히 수염을 유지하였고, 짧은 군인 스타일의 콧수염은 그 이후에도 꾸준한 인기를 누렸다.
조선시대 남성의 가장 흔하고 대표적인 머리 스타일은 머리를 길게 기른 뒤 정수리 부분에 머리카락을 틀어 올려 동그랗게 만든 상투이며, 성인 남성이 결혼하거나 성인이 되었을 때 거행하는 관례에서 주로 착용하였다. 상투를 튼 후에는 관모를 쓰는 경우가 많았는데, 조선시대에는 계급과 신분에 따라 다양한 관모가 존재하였다. 예컨대 양반은 주로 갓을 착용하였으며, 관료들은 직위에 알맞은 관복과 관모를 착용하였다. 머리카락은 길게 기른 뒤 상투를 틀고, 끈이나 비녀로 고정하였다. 일반적으로 상투를 튼 후에는 귀밑머리를 깔끔하게 다듬거나 귀 뒤쪽으로 묶는 경우가 많았다.

#### 여성의 헤어 스타일
16세기부터 19세기에 이르기까지 유럽 여성들의 머리카락은 점차 더 눈에 띄게 드러나기 시작하였으며, 머리를 덮는 장식물은 크기는 작아졌으나 더욱 화려해졌다. 머리 모양은 점점 정교해져, 꽃, 타조 깃털, 진주 줄, 보석, 리본은 물론이고 배나 풍차 모형처럼 세공된 장식물까지 머리에 얹는 것이 유행하였다.
머리를 묶는 행위는 단정함과 품위를 상징하였으나, 머리를 푸는 행위는 방종하거나 성적인 의미로 해석되기도 하였다. 일부 문화권에서는 풀어내린 머리가 초자연적인 힘과 연관된다고 믿는 경우도 있었다. 특히 영국에서는 붉은 머리가 인기를 끌었는데, 붉은 머리를 가진 엘리자베스 1세 시대에 그 절정에 이르렀다. 이에 따라 여성들과 귀족 남성들은 붕사, 질산칼륨, 사프란, 황 등으로 머리를 염색하였으나, 이로 인해 어지럼증, 두통, 코피 등의 부작용을 겪기도 하였다.
동시대의 스페인과 라틴 문화권 여성들은 레이스로 만든 만틸라를 머리에 쓰는 경우가 많았으며, 이는 종종 높은 빗 모양의 장식물 위에 얹었다. 아르헨티나 부에노스아이레스에서는 ‘페이네톤(peinetón)’이라 불리는 거대한 거북등껍질 머리빗이 유행하였는데, 그 높이와 폭이 1미터를 넘는 경우도 있었다. 이러한 유행은 스페인보다 프랑스의 영향력이 점차 커지고 있음을 보여주는 사례로 평가된다.
18세기 중반에는 ‘푸프(pouf)’ 스타일이 등장하였다. 이는 머리 앞부분에 패드를 넣어 부풀린 뒤, 뒷머리에는 조개껍데기, 진주, 보석 등을 장식하는 형태였다. 1750년경부터는 머리에 향이 나는 포마드(기름제)를 바르고 흰 가루를 뿌리는 스타일이 유행하였다. 제1차 세계대전 직전에는 머리 위에 실크 터번을 두르는 여성들도 나타났다.
조선시대 여성의 어린 여자아이가 머리를 양쪽으로 갈라 묶은 머리 모양이다. 이는 주로 미성년 여자아이가 하였으며, 머리를 묶을 때 ‘댕기’라는 끈으로 묶어 명명되었다. 성인 여성은 결혼 이후 긴 머리를 하나로 묶어 위로 올려 둥글거나 길게 만든 올림머리를 주로 하였다. 혼례나 중요한 행사 시 올림머리를 하였으며, 고급스러운 장신구로 이를 장식하였다.
평상시에는 머리를 뒤로 깔끔하게 묶는 간단한 형태가 주로 이루어졌다. 또한, 머리를 한쪽으로 모아 작게 틀거나 묶는 머리 모양도 있어 단정하고 깔끔한 인상을 주었다. 여성들은 머리에 비녀, 족두리, 댕기, 빗 등의 장신구를 사용하여 머리를 꾸몄으며, 특히 결혼한 여성은 ‘족두리’라는 머리 장식을 많이 착용하였다.
깁슨 걸(Gibson Girl)은 1890년대 후반부터 1910년대 초반까지 미국에서 유행한 이상적인 여성상이다. 찰스 다나 깁슨(Charles Dana Gibson)이 창조한 이 이미지는 머리를 크게 부풀려 둥글고 풍성한 느낌을 주는 스타일로, 주로 뒤통수 쪽을 높게 부풀려 올린다. 머리를 묶거나 핀으로 고정하여 올려 올리는 형태이며, 머리카락이 자연스럽게 말리거나 흐르면서 여성스러운 곡선을 이룬다.

#### 일본
1870년대 초, 일본에서는 서구의 영향으로 남성들이 전통적인 상투를 자르고 머리를 짧게 자르는 ‘잔기리(잔切り)’ 또는 ‘장기리’ 스타일을 선택하기 시작하였다. ‘잔기리’는 ‘무작위로 자른 머리’라는 뜻으로, 전통과 단절된 근대적 변화를 상징하는 것이었다.
이 시기에도 일본 여성들은 여전히 전통적인 머리 모양을 유지하였으며, 거북껍질, 금속, 나무 등 다양한 재료로 만든 빗과 핀, 장식용 비녀 등을 사용하여 머리를 고정하였다. 그러나 1880년대 중반에 이르러 상류층 여성들 사이에서는 서양식으로 머리를 뒤로 넘기는 ‘소쿠하쓰(束髪)’ 스타일이 유행하기 시작하였다. 또한 전통적인 일본식 머리를 서양풍으로 변형한 ‘야카이마키(夜会巻き, 저녁 모임 스타일)’도 등장하여, 서구 문화를 수용하면서도 일본 고유의 미를 유지하려는 경향을 드러내었다.

#### 조선 후기 및 대한제국 이전
1894년 갑오개혁 이후 조선 정부는 신분제를 폐지하고 근대적 국가를 지향함에 따라 복식과 헤어스타일의 변화를 권장하였다. 상투를 자르고 짧게 머리를 자르는 것이 근대적이고 실용적인 스타일로 인식되었다.

#### 20세기 초반
제1차 세계대전 기간 동안, 전 세계의 여성들은 관리가 용이한 짧은 머리로 스타일을 전환하기 시작하였다. 전쟁이 종료된 후에는 ‘밥컷’, ‘숏컷’, ‘크롭컷’ 등 다양한 짧은 머리 스타일이 시도되었으며, 이와 함께 머리에 딱 맞게 착용하는 클로슈(cloche) 모자가 유행하였다. 한국에서는 이러한 짧은 머리를 ‘단발(短髮)’이라 칭하였다. 유럽과 미국에서는 단발머리가 여성 해방의 상징으로 간주되었다.
1920년대에는 ‘플래퍼(Flapper)’ 스타일이 유행하여, 여성들은 기존의 긴 머리를 과감히 잘라내고 귀 밑까지 오는 보브컷(bob cut)을 선호하였다. 웨이브를 넣은 머리 모양은 세련되고 자유로운 여성상을 상징하였다.
이 시기 여성들은 머리에 열을 가해 물결 무늬를 만드는 ‘마셀 웨이브’ 스타일을 유행시켰으며, 반영구적인 웨이브 시술인 ‘퍼머넌트 웨이브’ 또한 널리 인기를 끌었다. 퍼머넌트 웨이브는 머리를 롤에 감고 열기계 또는 스팀 기계에 넣는 복잡하고 비용이 많이 드는 시술이었으나, 점차 많은 이들에게 수용되었다. 1930년대에 접어들면서 여성들은 머리를 다소 길게 기르기 시작하였고, 페이지보이컷, 물결 웨이브, 부드러운 컬 스타일이 유행하였다.
한편, 1920~30년대 일본 여성들도 이러한 새로운 스타일을 수용하였다. ‘미미카쿠시(耳隠し, 귀 가리기)’라는 머리 스타일이 등장하였는데, 이는 머리를 귀를 덮도록 뒤로 넘겨 목덜미에서 틀어 올리는 방식이었다. 물결이나 컬을 넣은 머리가 점차 인기를 얻었으며, 퍼머넌트 웨이브는 일부 논란에도 불구하고 큰 인기를 누렸다. 단발머리는 특히 배우나 서구 문화를 따르는 젊은 여성층인 ‘모가(モガ, 모던 걸)’들 사이에서 확산되었다.
한편, 이 시기 서양의 남성들은 영화배우 더글러스 페어뱅크스 주니어나 루돌프 발렌티노의 머리 스타일을 모방하여, 짧은 머리에 가르마를 타거나 머리를 뒤로 빗어 넘기는 스타일을 선호하였다. 머리는 포마드, 크림, 토닉 등으로 고정되었다. 제2차 세계대전이 발발하면서 남성들의 머리는 군대식 크루컷처럼 더욱 짧아졌으며, 이러한 스타일은 전쟁 이후에도 일정 기간 지속되었다.

#### 20세기 중후반
전쟁이 종식된 이후, 여성들은 보다 부드럽고 자연스러운 헤어스타일을 선호하기 시작하였다. 1950년대 초반에는 머리를 컬링하여 다양한 길이와 형태로 연출하는 방식이 일반적이었으며, 1950년대 후반에는 볼륨을 크게 살린 부퐁 스타일과 벌집 모양을 닮은 비하이브 스타일이 유행하였다. 후자는 미군 공군 폭격기 B-52의 둥근 앞부분과 유사하다는 이유로 ‘B-52’라는 별칭으로도 불렸다.
당시 많은 여성들은 일주일에 한 차례 머리를 감고 세팅한 후, 매일 밤 헤어롤을 말고 잠드는 습관을 지녔으며, 아침마다 빗질과 스프레이 고정을 반복하였다.
1960년대에는 픽시컷과 같은 짧고 현대적인 헤어스타일이 인기를 얻었고, 1970년대에 이르러서는 긴 머리를 자연스럽게 흘러내리게 하는 스타일이 주류를 이루었다. 이 시기 남녀 모두 머리를 길고 곧게 뻗은 스타일로 기르는 경향이 있었는데, 이는 히피 문화와 같은 반체제 운동의 영향으로서 기존 사회 규범에 대한 저항의 상징으로 여겨졌다.
1950년대 이후 다양한 집단들은 머리 모양을 통해 자신들의 정체성과 이념을 표현하였다. 예컨대 히피 문화에 반대하는 스킨헤드들은 일부러 머리를 거의 밀어버렸으며, 1970년대 후반 등장한 펑크족은 사회에 충격을 주기 위해 모히칸 스타일과 같은 특이한 헤어스타일을 연출하고, 머리를 형광색 등 비자연적인 색으로 염색하기도 하였다.
여성들은 머리를 곧게 펴기 위해 화학적 스트레이트 시술을 받거나, 가정에서 다리미로 직접 머리를 펴기도 하였으며, 젖은 머리를 비어 있는 콜라캔에 감아 말리는 방법도 활용하였다.
1960~70년대 이후 여성들의 헤어스타일은 한층 다양해졌는데, 이는 흑인 인권 운동의 일환으로 등장한 ‘블랙 이즈 뷰티풀(Black is Beautiful)’ 운동의 영향이 컸다. 이 운동은 유럽 중심의 미적 기준에 반대하며 흑인의 자연스러운 아름다움을 강조하였다.
한편, 일부에서는 흑인들이 머리를 매끄럽게 펴는 행위를 백인 중심의 미 기준에 맞추려는 시도로 비판하였으나, 이에 동의하지 않는 이들도 적지 않았다. 말콤 X는 흑인들이 머리를 펴는 것을 자제할 것을 권고하기도 하였다. 이처럼 흑인들의 머리 스타일은 단순한 미적 표현을 넘어 저항과 자존감의 상징으로 자리매김하였다.
특히 아프로 헤어스타일은 1960년대 이후 하나의 유행이자 정치적 상징이 되었으나, 원래 ‘내추럴’이라 불리던 이 스타일은 처음부터 정치적 의미를 지닌 것은 아니었다. 1940~50년대에는 흑인 예술가들과 지식인들 사이에서 미학적으로 선호된 스타일이었다.

## 헤어 스타일링 기법

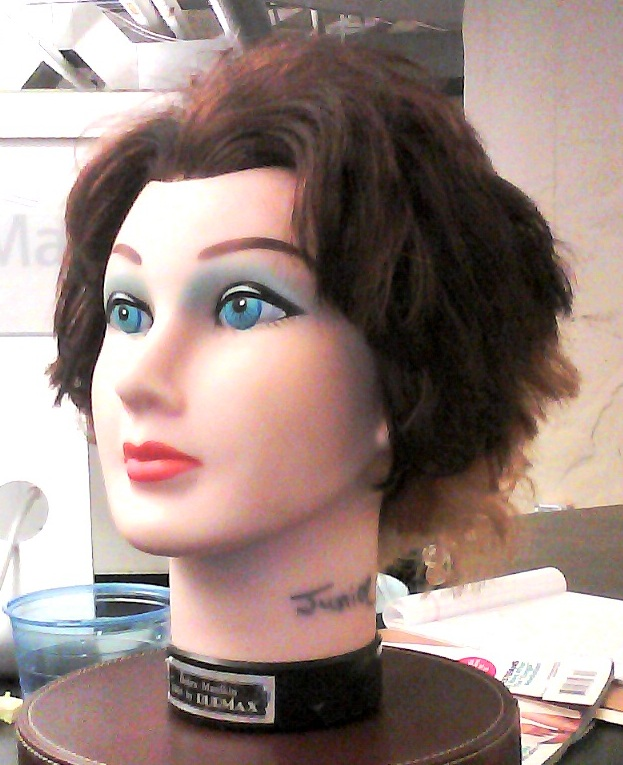
미국에서는 미용학과 학생들이 컷팅, 염색, 스타일링을 배우기 위해 사람 머리카락으로 된 연습용 머리 모형을 구매합니다.

머리 손질에는 커트, 위빙, 염색, 익스텐션, 펌, 영구 이완, 컬링 등 다양한 형태의 스타일링이나 텍스처링이 포함될 수 있다.

### 세척
미용사는 대개 머리를 약간 젖은 상태에서 커트하기 위하여 먼저 세척을 실시한다. 젖은 머리는 물의 무게와 표면 장력에 의해 모발이 아래로 늘어져 서로 밀착되므로, 건조한 상태보다 형태를 잡기가 용이하다. 이러한 습윤 상태에서의 커트 방식은 주로 직모에 적합하며, 곱슬머리나 볼륨이 풍부한 모발은 자연 상태인 건조 시에 다듬는 것이 더욱 균일한 결과를 가져올 수 있다.

### 커트
모발을 자르거나 다듬는 행위는 특정한 형태와 스타일을 창출하거나 유지하기 위한 것이다. 스스로 다듬을 수도 있으나, 특히 머리 뒤쪽의 대칭을 유지하는 데 어려움이 있으므로 통상 타인의 도움을 받는다. 커트에는 이발기, 가위, 면도날 등이 사용되며, 빗이나 헤어 클립으로 일정 구간의 머리카락을 분리하여 다듬는다.

### 블렌딩
블렌딩은 서로 다른 길이 또는 질감의 모발이 자연스럽게 이어지도록 경계를 없애는 기법이다. 이를 통해 머리카락이 끊기는 부분에 뚜렷한 선이나 차이가 나타나지 않아 조화로운 스타일을 완성할 수 있다. 스타일리스트는 보통 가위, 면도칼, 또는 특수한 가위 기법을 활용하여 커트의 가장자리를 부드럽게 처리한다.

### 빗질과 브러싱
빗과 브러시는 모발을 정돈하고 엉킴을 풀어 모든 가닥이 같은 방향으로 정리되도록 돕는다. 또한 머리카락에 붙은 이물질이나 비듬, 이미 탈락한 모발 등을 제거한다. 빗은 플라스틱, 나무, 뿔 등 다양한 재료와 크기, 형태로 제작되며, 브러시 또한 여러 모양과 크기로 다양하다. 엉킨 머리를 푸는 데는 이가 넓은 빗을 사용하는 것이 효과적이다. 두피 질환이나 머릿니 전파를 막기 위해 개인용 빗과 클립을 타인과 공유하지 않는 것이 권장된다.
과거에는 하루에 100회 빗질을 하라는 권고가 있었으나, 이는 머리를 자주 감지 않던 시대의 습관에 기인한 것으로 현대에는 적절하지 않다. 또한 오늘날 대부분의 빗은 플라스틱 소재로 만들어져 지나치게 세게 빗으면 두피와 모발 손상을 유발할 수 있다. 다만 아프리카계 미국인이나 강한 곱슬머리 소유자들은 전통적인 멧돼지 털 브러시를 사용하여 컬과 웨이브를 부드럽게 하는 경우가 많다.

### 건조
헤어 드라이어는 따뜻한 공기를 모발에 불어넣어 수분 증발을 촉진함으로써 건조 속도를 높이는 기구이다. 지나친 열은 모발 갈라짐이나 손상을 유발할 수 있으므로 주의가 필요하다. 확산기(diffuser)를 장착하면 공기 흐름이 넓고 약해져 머리 전체를 고르게 건조할 수 있다. 드라이어는 또한 모발을 약간 다듬는 도구로 활용되기도 하며, 얼굴이나 두피에 직접 열이 닿지 않도록 하는 것이 바람직하다. 이외에도 수건으로 물기를 제거하는 수건 건조와 자연 건조가 널리 사용된다.

### 땋기와 업두(올림머리)
머리를 너무 꽉 묶거나 자주 땋는 행위는 모근에 과도한 당김을 유발하여 견인성 탈모를 초래할 수 있다. 금속 고리가 달린 고무줄이나 머리카락을 극단적인 각도로 구부리는 단단한 클립 또한 같은 영향을 미칠 수 있다.
업두는 머리카락을 머리 위쪽으로 높이 올려 고정하는 스타일로, 간단한 포니테일부터 시작해 무도회나 결혼식 등 특별한 행사에 어울리는 보다 정교한 스타일에 이르기까지 다양하다. 다만 머리를 너무 세게 고정하거나 업두가 미끄러져 모근에 당김이 발생하면 두피 자극과 함께 두통을 유발할 수 있다.
아프리카계 인종을 중심으로는 편리함이나 개성 표현을 위해 장기적으로 땋은 헤어 익스텐션을 사용하는 경우가 있으나, 머리카락 손상이나 탈모를 막기 위해서는 필요한 기간 이상으로 땋은 상태를 유지하지 않는 것이 중요하다. 올바른 땋기 기법과 관리만 이루어진다면 반복적인 땋기 스타일에도 모발 손상을 방지할 수 있다.

### 컬링과 스트레이트닝
컬링과 스트레이트닝은 일반적으로 컬링봉이나 고데기(플랫 아이언)를 사용하여 모발을 원하는 형태로 연출하는 방법이다. 이들 도구는 열을 가해 머리를 웨이브나 컬 형태로 만들거나, 자연스러운 곱슬을 일시적으로 펴는 역할을 한다. 그러나 잦은 열 스타일링은 특히 스타일 유지를 위해 사용하는 화학 약품과 병행될 경우 모발 손상을 가중시킬 수 있다.
일부 고데기는 습윤 상태의 머리를 스타일링하도록 설계되어 있으나, 이를 위해서는 149도에서 232도(300~450℉)에 이르는 고온이 필요하다. 열로 인한 손상을 최소화하기 위해서는 열 보호 스프레이를 사용하고, 손상 회복에 도움이 되는 샴푸와 컨디셔너를 병행하는 것이 권장된다.

## 산업
헤어 스타일링은 미용실뿐만 아니라 관련 제품, 광고, 전문 잡지에 이르기까지 세계적으로 중요한 산업 분야이다. 미국에서는 대부분의 미용사들이 미용학원이나 뷰티 스쿨에서 교육을 받은 후 면허를 취득하여 활동하고 있다.
최근 들어 전문 미용사들을 대상으로 한 경연 대회가 크게 인기를 얻고 있다. 이 대회에서 참가자들은 제한된 시간 내에 소품, 조명, 기타 액세서리를 활용하여 가장 화려하고 독창적인 헤어스타일을 선보이기 위해 경쟁한다.

### 도구

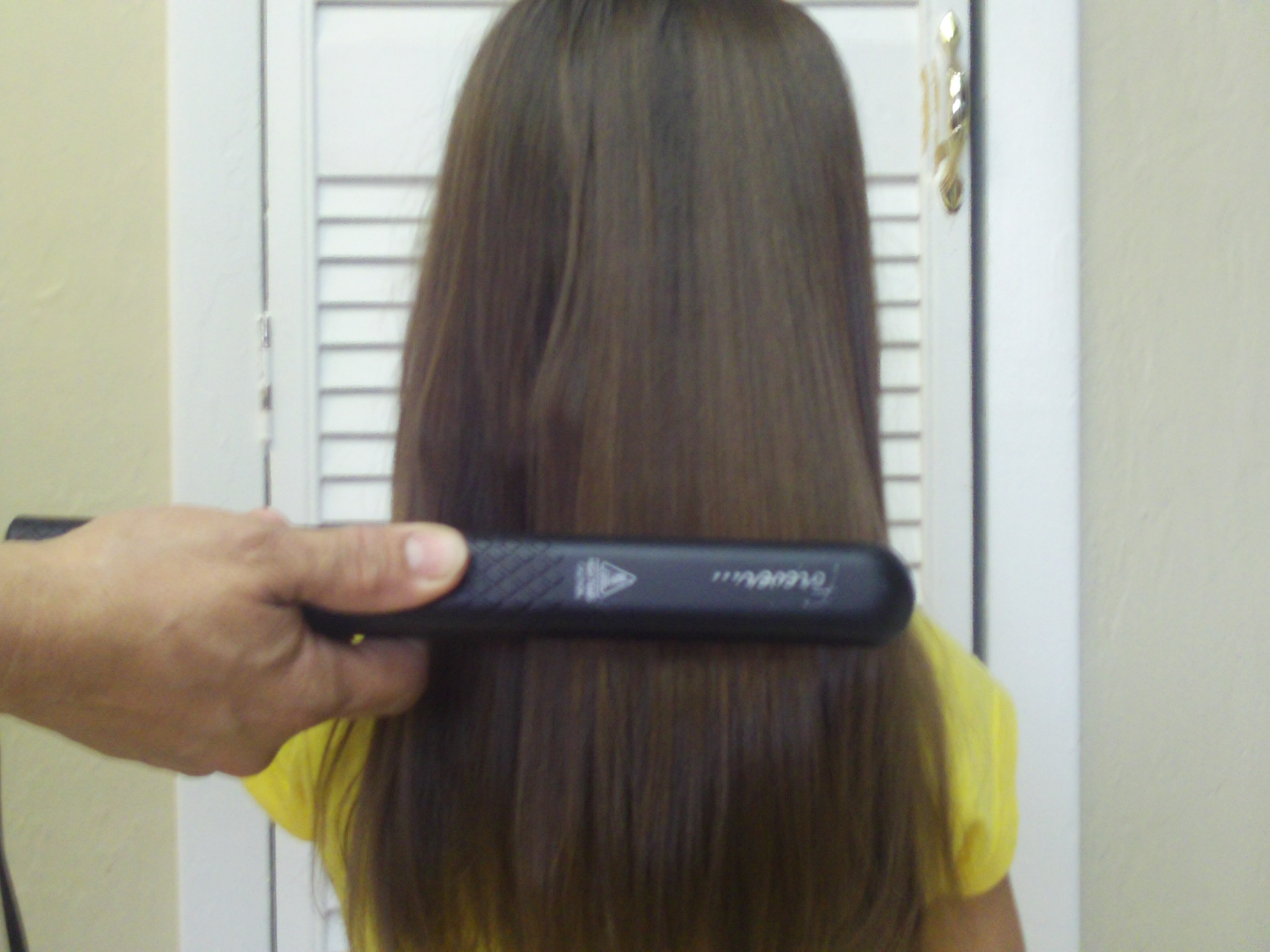
헤어 아이론으로 머리를 스트레이트하는 중

헤어 스타일링에 사용되는 도구로는 고데기(플랫 아이언, 컬링 아이언, 크림핑 아이언 포함), 헤어 드라이어, 헤어 브러시, 헤어 롤러 등이 있다. 또한, 특정 스타일에 질감, 광택, 컬, 볼륨 또는 고정을 더하기 위해 다양한 헤어 제품을 사용하기도 한다. 헤어핀 역시 특정 헤어스타일을 연출할 때 사용되며, 그 용도와 디자인은 문화적 배경에 따라 다양하다.

### 제품
샴푸와 컨디셔너 외에도 다양한 스타일링 제품이 존재한다. 리브인 컨디셔너, 트리트먼트, 무스, 젤, 로션, 왁스, 크림, 클레이, 세럼, 오일, 스프레이 등이 있으며, 이는 머리카락의 질감이나 형태를 바꾸거나 원하는 스타일을 고정하는 데 쓰인다. 적절히 사용하면 대부분의 스타일링 제품은 머리카락에 손상을 주지 않으나, 건조를 유발할 수 있다. 많은 제품에 포함된 알코올 성분이 모발의 천연 오일을 분해하기 때문이다. 또한, 일부 제품에 포함된 화학 성분은 잔여물을 형성하여 머리카락을 흐릿하게 보이게 하거나 질감 변화를 초래할 수 있다.

### 가발

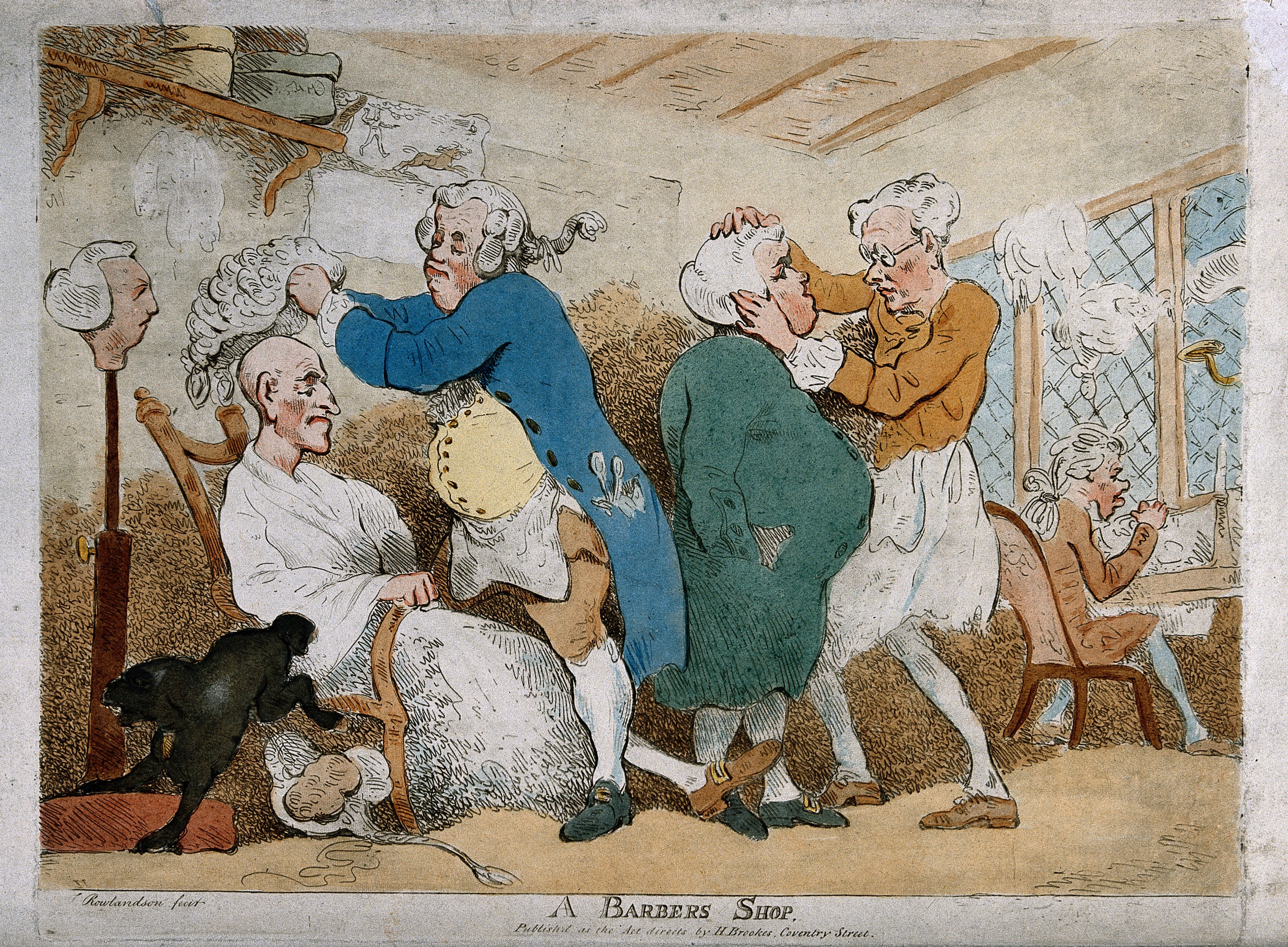
18세기 후반과 19세기 초반에 가루 가발이 유행.

인간의 머리카락이나 기타 천연 모발로 만든 가발의 관리법은 일반적인 머리카락 관리와 유사하다. 가발 역시 브러싱과 스타일링이 가능하며, 헤어케어 제품을 사용해 청결을 유지할 수 있다. 가발은 보호용 스타일링의 한 형태로, 다양한 헤어스타일을 자유롭게 조절할 수 있게 해준다.
합성 가발은 인간의 머리카락을 모방한 섬세한 섬유로 제작되며, 거의 모든 색상과 스타일로 만들 수 있다. 인간의 머리카락보다 광택이 나는 편이나, 열에 약해 고데기나 컬링 아이언으로 스타일링할 수 없다. 다만, 최근에는 일정 온도까지 열을 견딜 수 있는 합성 섬유도 개발되었다.
인간 모발 가발은 열을 이용한 스타일링이 가능하며, 반드시 마른 상태에서만 빗질해야 한다. 합성 가발과 인간 모발 가발 모두 샴푸 전에 마른 상태로 빗질하여 엉킴을 제거해야 한다. 가발 세척 시에는 미지근한 물과 순한 샴푸가 담긴 용기에 가발을 담갔다가 맑은 물에 헹군 후, 가발을 위아래로 움직여 잔여물을 제거한다. 이후 가발은 자연 건조시켜 본래 스타일을 유지하도록 해야 한다. 적절한 관리가 이루어진다면 인간 모발 가발은 수년간 사용할 수 있다.

### 기능적 및 장식용 장신구
머리를 장식하고 정리하기 위한 다양한 도구가 있다. 헤어핀, 클립, 바레트, 헤어밴드, 리본, 고무줄, 스크런치, 빗 등이 여러 스타일을 완성하는 데 사용된다. 또한, 장식용 장신구 중에는 고정용 클립이 있긴 하지만, 주로 미적인 목적만을 위해 사용되어 머리를 고정하는 데는 도움을 주지 않는 경우도 많다. 예를 들어 인도에서는 ‘가즈라(Gajra)’라 불리는 꽃 화환을 머리에 많이 꽂아 장식하는 풍습이 있다.

## 사회적·문화적 의미

### 성별
대부분의 문화에서 남성과 여성은 서로 구별되는 머리 모양을 유지해 왔다. 미국의 사회학자 로즈 와이츠(Rose Weitz)는 여성의 머리카락이 남성과 반드시 달라야 한다는 문화적 규칙이 가장 널리 퍼져 있다고 지적하였다. 서구 사회, 특히 미국, 영국, 캐나다에서는 머리카락이 여성성을 표현하는 중요한 요소로 여겨지며, 긴 머리는 여성다움과 더불어 성적 매력의 상징으로 간주된다.
여성은 머리를 다양하게 스타일링하고 액세서리를 사용하는 경우가 많지만, 남성의 스타일은 비교적 단순하고 비슷한 경향을 보인다. 남성의 남성성 표현은 대체로 얼굴의 수염에 집중되며, 이는 많은 남성이 탈모를 경험하기 때문인 것으로 추정된다. 예외적으로 오리노코-아마존 분지 지역의 남녀는 전통적으로 ‘볼 모양’으로 머리를 자르는 유사한 스타일을 유지해 왔다. 1960년대 서구에서는 젊은 남녀 모두 자연스럽고 긴 머리를 즐겨 기르기 시작했으며, 이후 남성의 긴 머리도 점차 일반화되었다.
역사적으로 남녀가 유사한 헤어스타일을 했던 시기, 예컨대 1920년대와 1960년대에는 사회적으로 큰 관심과 비판을 불러일으켰다. 서구에서는 히피와 펑크 문화가 남성과 여성의 표현을 넘나드는 스타일로 충격을 주었으며, 1950년대 이후 미국의 여성운동가들은 전통적인 긴 머리와 체모가 거의 없는 미의 기준에 반대하였다. 그들은 이러한 기준이 유지에 과도한 노력이 필요하며 여성 억압의 상징이라고 주장했지만, ‘억압적인’ 미의 기준이 무엇인지에 대해서는 의견이 분분하였다. 보통은 유지관리가 덜 필요한 스타일을 선호하는 경향이 있다. 또한, 연예인이나 예술가들 사이에서는 남성복을 입거나 중성적인 외모를 추구하는 등 성별 표현에 도전하는 사례도 존재한다.

### 종교
종교적 이유로 머리 모양을 바꾸는 경우도 많다. 신앙에 헌신하기 위해 머리를 자르거나 민 머리가 종종 선택되는데, 이는 세속적 자부심과 허영을 버린다는 상징으로 여겨진다. 머리카락이 성적 상징으로 인식되는 만큼, 머리를 깎는 행위는 독신 서약의 표시로도 해석된다. 예를 들어, 가톨릭 수녀들은 머리를 매우 짧게 자르고, 8세기 가톨릭 수도사들은 두피 윗부분을 민 ‘톤수어(tonture)’를 채택했다. 불교 승려와 하즈 순례자, 브라만차리 또는 산야시 수행자들은 머리를 깎는 전통이 있다. 힌두교와 불교의 많은 승려들도 수도 생활에 들어갈 때 머리를 깎으며, 한국 불교 승려들은 15일마다 머리를 깎는다.
반면, 머리를 길게 기르거나 자르지 않는 종교적 관습도 존재한다. 예컨대 시크교 신도는 머리를 깎지 않고 유지해야 하며, 여성은 땋거나 틀어 올린다. 남성은 터번(다스타르)으로 머리를 감싼다. 이슬람 여성은 겸손을 위해 히잡을 착용하여 머리와 가슴을 가리며, 유대교 정통파 여성은 결혼 후 티첼(tichel) 같은 머리 덮개를 착용한다. 일부 유대인 남성은 기도 시 키파(kippah)를 쓰기도 한다. 기독교는 분파가 다양해 머리 덮개 착용 여부와 종류가 지역과 교파에 따라 다르다.

### 혼인 상태
1800년대 미국 여성들은 결혼을 준비할 때 머리를 올려 묶기 시작했다. 서아프리카 풀라니족은 미혼 여성들이 작은 호박 구슬과 동전으로 머리를 장식하고, 기혼 여성은 큰 호박 장식을 착용한다. 남수단 토포사 여성들은 결혼을 머리를 여러 개의 작은 땋은 머리로 나타낸다. 호피(Hopi)족 미혼 여성들은 얼굴 양옆에 나비 모양의 머리 스타일을 전통적으로 유지했다. 인도에서는 과거 힌두교 과부들이 애도의 표시로 머리를 밀었으나, 이 관습은 점차 사라지고 있다.

### 인생 전환점
힌두 문화와 가이아나 고원 와야나족 등 여러 문화권에서는 성인식을 알리기 위해 머리를 깎는 관습이 있다. 인도 여성은 성인이 되면 두 가닥 땋은 머리에서 한 가닥으로 바꾸는 것으로 성인임을 표시했다. 케냐 북동부 렌딜레족과 브라질 아마존의 치크린족은 가까운 가족의 사망 후 남녀 모두 머리를 민다. 고대 그리스에서는 남편이 죽으면 아내가 머리를 잘라 함께 묻었고, 힌두 가족에서는 상주가 사망 후 3일 이내에 머리를 깎는 것이 관례이다.

### 사회 계층
상류층은 항상 머리 모양으로 부와 지위를 과시해 왔다. 부유한 로마 여성들은 여러 명이 손질해야 할 만큼 복잡한 머리 스타일을 유지했으며, 부유층은 움직임을 제한하는 머리 모양을 선택해 노동이 필요 없음을 드러내기도 했다. 역사적으로 부유층은 패션의 최첨단을 이끌었으나, 현대에는 다소 보수적이고 오랜 기간 유지된 스타일을 선호하는 경향이 있다.
중산층은 깔끔하고 전문적인 스타일을 추구하며, 건강하고 자연스러운 머리 모양을 통해 자신이 건강한 생활을 영위한다는 인상을 주려 한다.
유럽 문화권의 노동자 계층은 비교적 단순한 머리 모양을 선호했다. 노동자 남성들은 대체로 머리를 짧게 깎거나 밀었고, 여성은 긴 머리를 뒤로 묶어 얼굴에서 멀리 고정하는 경향이 있었다.

### 건강
건강한 머리카락은 개인의 건강 상태를 나타내는 지표 중 하나로, 성적 및 정서적 매력에 중요한 역할을 한다.
과거에는 납 화합물(산화납 등)을 포함한 염색 제품으로 인해 납 중독 사례가 있었으며, 머리카락은 환경 오염 물질, 특히 납, 수은, 비소 같은 중금속을 흡수하고 축적하는 특성이 있다. 특정 약물 복용도 탈모를 유발할 수 있으며, 특정 헤어스타일은 탈모를 악화시킬 수 있다.
2016년 미국 피부과학회에서 발표한 연구에 따르면, 아프리카계 미국인 여성들이 즐겨 하는 꽉 조이는 땋은 머리, 익스텐션, 드레드락 스타일이 두피에 지속적 긴장을 가해 ‘견인성 탈모(traction alopecia)’를 유발할 수 있음이 밝혀졌다. 약 3분의 1의 흑인 여성이 탈모 문제를 겪는 이유 중 하나로 지목된다. 또한 화학적 스트레이트닝 제품 사용도 머리 손상을 가중시킨다. 연구진은 머리를 너무 꽉 조이지 않고, 땋은 머리나 익스텐션을 몇 달 이상 유지하지 말 것을 권고한다.
염색약, 헤어스프레이, 표백제 등 일부 제품에는 알레르기를 유발하는 성분이 포함될 수 있다. 여러 연구는 특정 헤어스타일이나 표백·염색 제품 사용이 일부 피부암(흑색종, 각종 암종) 발생 위험을 높일 수 있음을 시사한다. 반대로, 긴 머리카락이 자외선 차단 효과를 높여 귀 주변 피부암 발생 위험을 낮출 수 있다는 연구도 있다.

## 같이 보기
- 탈모증
- 펌
- 커트